# 독수공방
"독수공방"은 1968년 공개된 대한민국의 영화이다.

## 배역
- 신영균
- 윤정희
- 허장강
- 박암
- 최삼
- 이낙훈
- 김칠성
- 남미리
- 유계선